# Malva (Espagne)
Pour les articles homonymes, voir Malva (homonymie).
Malva est une municipalité espagnole de la communauté autonome de Castille-et-León et de la province de Zamora. En 2021, elle comptait 117 habitants.